# Gornje Mrzlo Polje Mrežničko
Gornje Mrzlo Polje Mrežničko – wieś w Chorwacji, w żupanii karlowackiej, w mieście Duga Resa. W 2011 roku liczyła 617 mieszkańców.